# Stronger Than Pride
Stronger Than Pride는 영국 밴드 샤데이의 세 번째 앨범이다. 1988년 5월 14일 영국에서 먼저 발매되었고 6월 4일 미국에서 잇달아 발매되었다.

## 트랙 목록
1. "Love Is Stronger Than Pride" (샤데이 아두, 앤드루 헤일, 스튜어트 메튜맨) – 4:16
2. "Paradise" (아두, 헤일, 메튜맨, 폴 S. 덴만) – 4:01
3. "Nothing Can Come Between Us" (아두, 메튜맨, 헤일) – 4:21
4. "Haunt Me" (아두, 메튜맨) – 5:48
5. "Turn My Back on You" (아두, 헤일, 메튜맨) – 6:05
6. "Keep Looking" (아두, 헤일) – 5:20
7. "Clean Heart" (아두, 메튜맨, 헤일) – 3:59
8. "Give It Up" (아두, 메튜맨, 헤일) – 3:49
9. "I Never Thought I'd See the Day" (아두, 르로이 오스본) – 4:12
10. "Siempre Hay Esperanza" (메튜맨, 아두, 오스본) – 5:16

## 참여 스텝

### 뮤지션
샤데이
- 샤데이 아두 – 보컬
- 앤드루 헤일 – 건반
- 스튜어트 메튜맨 – 기타, 섹소폰
- 폴 S. 덴만 – 베이스

기타 세션
- 마틴 디쳄 – 드럼, 퍼커션
- 고든 헌트 – 기타
- 제이크 자카스 – 트롬본
- 제임스 맥밀란 – 트럼펫
- 르로이 오스본 – 보컬
- 가빈 라이트 – 바이올린, 독주

### 프로덕션
- 샤데이 – 프로듀서, 편곡
- Ben Rogan – 프로듀서, 오디오 엔지니어
- Mike Pela – 프로듀서, 엔지니어
- 올리비어 드 보손 – 보조 엔지니어
- 장 크리스토프 베일 – 보조 엔지니어
- 알래인 루브라노 – 보조 엔지니어
- 빈스 메카트니 – 보조 엔지니어
- 프랑크 세가라 – 보조 엔지니어
- 멜라니 웨스트 – 보조 엔지니어
- 허브 파워스 – 마스터링
- 톰 코인 – remastering
- 닉 잉그만 – string 편곡
- 레본 파리안 – photography, cover art
- 그래함 스미스 – artwork, design
- 토시 야지마 – photography, inlay photography

## 차트
| 차트 (1988)                  | 최고 순위 |
| ---------------------------- | --------- |
| 오스트레일리아 앨범 차트     | 18        |
| 오스트리아 앨범 차트         | 6         |
| 독일 앨범 차트               | 4         |
| 노르웨이 앨범 차트           | 7         |
| 스웨덴 앨범 차트             | 2         |
| 스위스 앨범 차트             | 2         |
| 영국 앨범 차트               | 3         |
| 미국 빌보드 200              | 7         |
| 미국 빌보드 R&B/Hip-Hop 앨범 | 3         |
| 미국 빌보드 재즈 앨범        | 21        |

| 국가     | 판매량      |
| -------- | ----------- |
| 캐나다   | Platinum    |
| 프랑스   | 2× platinum |
| 독일     | Gold        |
| 네덜란드 | Platinum    |
| 스위스   | Platinum    |
| 영국     | Platinum    |
| 미국     | 3× platinum |